# Leonberger Kreiszeitung
Die Leonberger Kreiszeitung (Abk. LKZ) ist eine in Leonberg erscheinende Tageszeitung. Die verkaufte Auflage liegt einschließlich einer Teilauflage der Stuttgarter Zeitung bei 14.104 Exemplaren, was ein Minus von 16,6 Prozent seit 1998 bedeutet.

## Verbreitung
Die Leonberger Kreiszeitung ist das Amtsblatt der großen Kreisstadt Leonberg und meistgelesene Tageszeitung in Leonberg und dem Altkreis Leonberg.

## Auflage
Die Auflage der Leonberger Kreiszeitung wird gemeinsam mit einer Teilauflage der Stuttgarter Zeitung ausgewiesen. Die beiden Blätter haben wie die meisten deutschen Tageszeitungen in den vergangenen Jahren an Auflage eingebüßt. Sie beträgt gegenwärtig 14.104 Exemplare. Der Anteil der Abonnements an der verkauften Auflage liegt bei 93,9 Prozent.
| 1998  | 1999  | 2000  | 2001  | 2002  | 2003  | 2004  | 2005  | 2006  | 2007  | 2008  | 2009  | 2010  | 2011  | 2012  | 2013  | 2014  | 2015  | 2016  | 2017  | 2018  | 2019  | 2020  | 2021  | 2022 | 2023 | 2024 |
| ----- | ----- | ----- | ----- | ----- | ----- | ----- | ----- | ----- | ----- | ----- | ----- | ----- | ----- | ----- | ----- | ----- | ----- | ----- | ----- | ----- | ----- | ----- | ----- | ---- | ---- | ---- |
| 16917 | 16803 | 16716 | 16576 | 16317 | 16282 | 15878 | 17558 | 17026 | 16664 | 16522 | 16210 | 15844 | 15392 | 15684 | 15142 | 14485 | 13829 | 13751 | 13186 | 12777 | 12312 | 12112 | 11722 |      |      |      |

## Geschichte
Die Leonberger Kreiszeitung wurde am 23. Mai 1949 gegründet. Sie war die erste Zeitung in Süddeutschland, die ohne eine Lizenz der US-Militärbehörden erscheinen konnte. Vom 1. Juli 1974 an wurde der Zeitungsmantel von den Stuttgarter Nachrichten bezogen.
Bis zum Dezember 2004 war die LKZ eine selbstständige Zeitung. Nachdem jedoch der Verlag der Stuttgarter Zeitung im Verlauf des Jahres die Gesellschaftsanteile an der Zeitung übernommen hatte, wurde die LKZ im Januar 2005 zu einem Kopfblatt der Stuttgarter Zeitung. Dies stand im Zusammenhang mit einem allgemeinen Ausbau der Regionalberichterstattung der Stuttgarter Zeitung, die nun in einem eigenen Buch und nicht mehr, wie zuvor, nur auf einer Doppelseite vorgenommen wurde. Seitdem sind in Leonberg rund 30 Mitarbeiter überwiegend in Lokalredaktion und Vermarktung tätig.